# Makay Ida
Makay Ida (Pécs, 1933. február 15. – 2011. június 16.) magyar költő, pedagógus.

## Életpályája
Szülei: Makay Zoltán és Bielohrátzky Rozália volt. 1951-1954 között a Pécsi Tanárképző Főiskola magyar szakán tanult. 1953-1957 között Siklóson, 1957-1959 között Berkesden, 1959-1989 között pedig Véménden volt általános iskolai pedagógus. 1959-től jelentek meg versei; ettől az évtől a Jelenkor munkatársa volt. 1988-ban nyugdíjba vonult. Utolsó éveit Véménden töltötte.
Írásai a Somogyban, a Látóhatárban, az Élet és Irodalomban és a Magyar Naplóban jelentek meg.

## Művei
- Lengő fényhidak (Bertók Lászlóval és Galambosi Lászlóval, 1964)
- Mindörökké (versek, 1973)
- A hetedik szoba (versek, 1986)
- Utolsó tárlat (versek, 1990)
- Hamu, márvány (válogatott versek, 1958-1990, (1991)
- Kövület (versek, 1994)
- Homokóra (versek, 1997)
- Szigetlakó (1999)
- Se fény, se kegyelem (2001)
- Sokasodó árnyak. Válogatott és új versek, 1992-2002; Pro Pannonia, Pécs, 2003 (Pannónia könyvek)

## Díjai, kitüntetései
- Nívódíj (1964) (megosztva Galambosi Lászlóval és Bertók Lászlóval)
- Szocialista Kultúráért (1983)
- Szinnyei Júlia-emlékdíj (1990)
- Janus Pannonius-díj (1990)
- IRAT-nívódíj (1992)
- Magyar Köztársasági Arany Érdemkereszt (1993)